# John Crowley (ambassadeur)
John Joseph Crowley jr. (Albuquerque, 10 februari 1928 - 28 maart 1995) was een Amerikaans diplomaat. Hij was van 1980 tot 1981 ambassadeur in Suriname.

## Biografie
John Crowley diende van 1946 tot 1948 in het Amerikaanse leger. Hij slaagde in 1949 voor een bachelorgraad aan de universiteit van West Virginia en in 1980 voor een master aan de Colombia-universiteit. Hij trad in 1952 in dienst van het ministerie van Buitenlandse Zaken. Tijdens zijn carrière slaagde hij voor een vervolgstudie aan het National War College in Washington D.C.
Hij diende op verschillende diplomatieke posten, waaronder in Venezuela, Peru, België, Ecuador en de Dominicaanse Republiek, en voor de Organisatie van Amerikaanse Staten. Van 1977 tot 1980 was hij terug in Venezuela als plaatsvervangend ambassadeur.
Vier maanden nadat in Suriname de Sergeantencoup plaatsvond, werd Crowley op 30 juni 1980 benoemd tot ambassadeur in Suriname en overhandigde hij een maand later op 25 juli zijn geloofsbrieven. Hij bleef op deze post tot 10 december 1981.
Hij werd in Ecuador onderscheiden met de Orden Nacional al Mérito. Na zijn pensioen in 1986 was hij lector en richtte hij zich op schrijfwerk. Crowley overleed in 1995. Hij is 67 jaar oud geworden.